# Misty Blue (альбом)
Misty Blue (укр. Затуманений смуток) — студійний альбом американської джазової співачки Елли Фіцджеральд, випущений у 1968 році на лейблі Capitol Records. Є збіркою кантрі-пісень в джазовій обробці Фіцджеральд.

## Список композицій
| Сторона 1 | Сторона 1                          | Сторона 1      | Сторона 1      | Сторона 1  |
| #         | Назва                              | Автор слів     | Автор музики   | Тривалість |
| --------- | ---------------------------------- | -------------- | -------------- | ---------- |
| 1.        | «Misty Blue»                       | Боб Монтгомері | Боб Монтгомері | 2:30       |
| 2.        | «Walking in the Sunshine»          | Роджер Міллер  | Роджер Міллер  | 2:32       |
| 3.        | «It’s Only Love»                   | Едді Арнольд   | Едді Арнольд   | 3:04       |
| 4.        | «Evil on Your Mind»                | Харлан Ховард  | Харлан Ховард  | 2:18       |
| 5.        | «I Taught Him Everything He Knows» | Сильвія Ді     | Артур Кент     | 2:47       |
| 6.        | «Don’t Let That Doorknob Hit You»  | Вік Макальпін  | Вік Макальпін  | 2:26       |
| 15:37     |                                    |                |                |            |

| Сторона 2 | Сторона 2               | Сторона 2     | Сторона 2     | Сторона 2  |
| #         | Назва                   | Автор слів    | Автор музики  | Тривалість |
| --------- | ----------------------- | ------------- | ------------- | ---------- |
| 7.        | «Turn the World Around» | Бен Петерс    | Бен Петерс    | 2:45       |
| 8.        | «The Chokin’ Kind»      | Харлан Ховард | Харлан Ховард | 2:02       |
| 9.        | «Born to Lose»          | Тед Даффан    | Тед Даффан    | 3:18       |
| 10.       | «This Gun Don’t Care»   | Ларрі Лі      | Ларрі Лі      | 2:44       |
| 11.       | «Don’t Touch Me»        | Хенк Кохрен   | Хенк Кохрен   | 2:56       |
| 13:45     |                         |               |               |            |